# Калевісте Кустас Юрійович
Кустас Юрійович Калевісте (Кокков) (27 листопада 1892, село Майдла волості Кулламаа Ляянеського повіту Естляндської губернії, тепер повіту Ляенемаа, Естонія — ?) — радянський та естонський діяч, селянин, голова Вайкнаської сільської ради волості Кулламаа Ляянеського повіту. Депутат Верховної Ради СРСР 2-го скликання.

## Життєпис
Народився в родині наймита. З дитячих років наймитував у поміщиків.
З 1917 року — селянин-аренадар, потім селянин-середняк села Лейла, займався сільським господарством у волості Кулламаа.
Під час німецько-радянської війни два його сини служили в Червоній армії і загинули на фронті.
У 1945 році працював сільським уповноваженим в селі Лейла, мав найкращі показники зі здачі сільськогосподарських продуктів (зерна) радянській державі.
З літа 1945 року — голова Вайкнаської сільської ради волості Кулламаа Ляянеського повіту. Член ВКП(б).
Подальша доля невідома.

## Нагороди
- медаль «За доблесну працю у Великій Вітчизняній війні 1941—1945 рр.» (1945)